# Il cielo è rosso (film)
Il cielo è rosso è un film del 1950 diretto da Claudio Gora, tratto dal romanzo omonimo di Giuseppe Berto.

## Trama
Daniele, un sedicenne studente in collegio, dopo un bombardamento aereo fugge per tornare dalla sua famiglia, ma trova la casa devastata e con i genitori morti sotto le bombe. Si ritrova così improvvisamente solo al mondo, e mentre vaga tra le rovine del paese incontra un altro sbandato, Tullio, e s'unisce a lui e al gruppo di ragazzi e ragazze con cui vive. 
 Nel rifugio dove i giovani profughi abitano, Daniele incontra Carla, una ragazza che per vivere si prostituisce; Giulia, in precarie condizioni di salute, e Maria, una piccola orfana. Tullio, che vive di furti e scorrerie, chiede a Daniele di associarsi a lui, ottenendone un rifiuto. 
 Durante una delle tante scorrerie notturne, Tullio viene ucciso dai carabinieri; Daniele, colpito dalla tragedia, vaga per il paese e incontra un amico che gli offre un lavoro. Nel frattempo la salute di Giulia, malata di tubercolosi, s'aggrava ulteriormente sino a provocarne la morte; quest'ulteriore dolore spinge Daniele verso il suicidio, ma Carla lo salva in tempo. Daniele decide comunque di allontanarsi per tentare altrove una nuova vita.

## Produzione
Prodotto da Arrigo Atti per la Acta Film dei Fratelli Atti di Bari, tratto dal romanzo Il cielo è rosso di Giuseppe Berto. Sempre nel 1950 la stessa Acta ha prodotto anche il film Alina.
Il film fu girato tra le rovine di Treviso e di Frascati.

## Distribuzione
La pellicola venne distribuita in prima proiezione in Italia il 15 marzo 1950, mentre in Francia è stato immesso nel circuito cinematografico solo l'8 febbraio 1952 (con il titolo  Le ciel est rouge) e negli Stati Uniti d'America il 26 maggio sempre del 1952 con il titolo The Sky Is Red. Il titolo fiammingo adottato per la distribuzione in Belgio è De hemel is rood.
La pellicola è stata restaurata nel 2008 dalla Cineteca Nazionale e presentata alla Mostra di Venezia nello stesso anno nella retrospettiva "Questi fantasmi: Il cinema italiano ritrovato 1946/1975".

## Accoglienza

### Incassi
Incasso accertato sino a tutto il 31 dicembre 1952 £ 72.900.000.

### Critica
(Gianni Rondolino, Catalogo Bolaffi del cinema, vol. 1)